# Bajdžu Nojan
Bajdžu Nojan ali Bajču (mongolsko ᠪᠠᠶᠢᠵᠤ ᠨᠣᠶᠠᠨ; čagatajsko: بایجو نویان; kitajsko: 拜住; pinjin: Bàizhù) je bil poveljnik mongolske vojske v Iranu, Mongolski Armeniji, Anatoliji in Gruziji, * ni znano, † okoli 1258.
Na ta položaj ga je kot naslednika Čormakana imenoval kan Ögedej. Bil je zadnji neposredni cesarski guverner mongolskega Bližnjega vzhoda. Po njegovi smrti so posesti, ki jim je nekoč vladal, podedovali potomci Hulegu kana.

## Ozadje
Bajdžu je pripadal mongolskemu plemenu Besut. Njegov oče je bil  pod Džingiskanom poveljnik mingana in ga po kanovi smrti podedoval.

## Kariera
Baiju je bil namestnik poveljnika Čormakana in je leta 1228 sodeloval v napadu na Džalal ad-Dina blizu Isfahana. Po Čormakanovi paralizi leta 1241 je Bajdžu prevzel njegove čete in z Ögedejevim imenovanjem postal poveljnik tumenov. Po Ögedejevi smrti je njegov nadrejeni postal Ögedejev nečak Batu kan. Bajdžu je takoj napadel seldžuški Sultanat Rum in oslabil njegovo moč z zmago v bitki pri Köse Dağu 26. junija 1243. Po tej bitki je sultanat postal vazalna država Mongolskega cesarstva in bil prisiljen osvoboditi gruzijskega kralja Davida VII. Bajdžu je leta 1244 zahteval tudi podreditev Kneževine Antiohije. Leta 1245 je napadel Abasidski kalifat in leta 1246 Sirijo. 
Leta 1247 je sprejel veleposlanike papeža Inocenca IV. Delegacijo je vodil Ascelin Lombardijski in se 24. maja 1247 z Bajdžujem sestal v Sisianu. Ascelinovo nespoštovanje in zavrnitev trojnega pokleka sta Bajdžuja razjezila. Začel je žaliti papeža in zahteval tudi njegovo podreditev. Ascelin je 24. julija 1247 odšel v Rim, Bajdžuja pa je novi kan Gujuk zamenjal z Eldžigidejem. Naslednja Bajdžujeva napada na Abasidski kalifat v Iraku leta 1249 in 1250 sta bila manj uspešna. Ponovno je postal znan, ko je Batu kan zaradi nasprotovanja izvolitvi Möngke kana leta 1251 odstranil Eldžigideja in celotno njegovo družino. 
Pod Bajdžujem so Mongoli v 1240. in 1250. letih ohranili oblast na ozemlju, ki se približno ujema z ozemljem sedanjega Irana. Tolerirali so neodvisnost seldžuškega sultanata, Gruzije in manjših iranskih odvisnih državic in se vmešavali v dinastične zadeve in po potrebi z vojsko izterjevali davke. Abasidi v Bagdadu in Asasini v gorovju Elbrus so ohranili svojo neodvisnost vse do prihoda Möngkejevega brata Huleguja leta 1255. Hulegu naj bi Bajdžuju ačital, da ni bil sposoben še bolj razširiti mongolske oblasti in ga  leta 1255 zamenjal kot vrhovnega poveljnika mongolske vojske. Bajdžu je pod njegovim vodstvom še naprej spretno vodil pohod proti Sultanatu Rum, da bi izterjal davke in zamenjal sultana Kejkavusa II. leta 1256, napadel Bagdad leta 1258 in sodeloval na  pohodu skozi Sirijo na Egipt septembra 1259. 
Kaj se je z njim dogajalo po teh dogodkih, ni jasno. Mongolska vojska je bila zaradi Hulegujevega odhoda leta 1260 močno izčrpana. Njenim ostankom je poveljeval Kitbuka. Po podatkih v različnih virih  je Bajdžuja po zavzetju Bagdada usmrtil Hulegu zaradi njegovega oklevanja, da bi se pridružil Huleguju med kampanjo, in zaradi tajnega dopisovanja s kalifom al-Mustasimom.